# Tramwaje w Rudzie Śląskiej
Tramwaje w Rudzie Śląskiej – element systemu komunikacji tramwajowej Górnośląsko-Zagłębiowskiej Metropolii, który funkcjonuje na terenie Rudy Śląskiej od 1894 r. Sieć ta należy do Tramwajów Śląskich. Łączy ona dzielnice: Bykowina, Chebzie, Godula, Nowy Bytom, Ruda i Wirek.

## Historia
30 grudnia 1894 uruchomiono pierwszą linię przez Rudę Śląską na trasie Zabrze – Chebzie – Królewska Huta – Łagiewniki – Bytom. Linia przebiegała przez dzisiejsze dzielnice: Chebzie oraz Ruda. Na terenie miasta pokrywa się z linią nr 1. 5 listopada 1899 uruchomiono linię: Szombierki – Chebzie – Nowy Bytom – Nowy Wirek, której trasa pokrywa się z linią nr 9. 1 sierpnia 1901 zbudowano linię Rudzka Kuźnica – Ruda – Ruda Południowa, która znajdowała się w całości na terenie miejscowości Ruda. Dziś pokrywa się z nią linia nr 18. 6 sierpnia 1901 przedłużono linię z Nowego Wirku do Świętochłowic. 4 grudnia 1958 po raz drugi zbudowano trasę Ruda Południowa – przystanek Ruda Poczta (później: Ruda Dworzec PKP, obecnie nie istnieje w tym miejscu), a rok później, 3 grudnia 1959, od przystanku Ruda Poczta – Rudzka Kuźnica. 15 grudnia 1960 zbudowano odcinek Rudzka Kuźnica – Ruda Północna. 12 grudnia 1975 zbudowano pętlę torową w dzielnicy Chebzie.
Ze względu na zły stan techniczny przepustu nad torowiskiem tramwajowym w rejonie skrzyżowania ul. Piastowskiej i Sobieskiego 14 lutego 2015 zawieszono kursowanie linii nr 18, a wraz z tym zamknięto odcinek przebiegający przez Rudę (wzdłuż ul. Piastowskiej i Wolności). W miejsce tramwaju uruchomiono linię autobusową nr 118 na trasie Bytom Dworzec – Chebzie Dworzec PKP (kursy średnio co pół godziny w dni robocze), a także linię tramwajową nr 30 na trasie Bytom Stroszek Pętla – Zabrze Biskupice Pętla. Likwidacji linii nr 18 domagała się od wielu lat część mieszkańców Rudy ze względów bezpieczeństwa (położenie torowiska w części jezdni, stwarzające niebezpieczeństwo dla ruchu samochodowego i dla pieszych). Urząd Miasta likwidację dodatkowo argumentował tym, że drgania wywołane przez tramwaje powodują pękania ścian budynków, a także koszt utrzymania linii jest stosunkowo wysoki. Decyzja ta spotkała się ze sporym niezadowoleniem, w tym Tramwajów Śląskich, gdyż według spółki po drobnych pracach modernizacyjnych tramwaj mógłby dalej jeździć do czasu generalnego remontu przepustu.  
Niewiele lepsza sytuacja była na trasie linii 9, gdzie nie tylko rudzki odcinek był w złym stanie. Już w 2017 roku władzę miasta zaczęły uzależniać kwestie remontów od dalszego funkcjonowania linii. Tramwaje Śląskie zgodziły się na taki układ i przystąpiły do punktowych remontów. W tym samym roku przeprowadzono remont odcinka na ulicy Niedurnego i przy okazji oddano mieszkańcom do użytku nowy przystanek przy ulicy Grochowskiej. Na tym jednak remonty się skończyły, a stan torowiska w innych dzielnicach doprowadził po raz kolejny do tarć między władzami Rudy Śląskiej, a Tramwajami Śląskimi., przy okazji planowania wspólnego remontu na Goduli oraz w bytomskich Szombierkach. 
W 2023 roku Tramwaje Śląskie przeprowadziły remont pętli w dzielnicy Chebzie, który zakończył się w 2024 roku.

## Linie tramwajowe

### Historyczne

#### 1904
Pisownia polska (obecne nazwy):
- Chorzów – Szarlociniec – Piaśniki – Lipiny – Chebzie – Poremba – Zaborze – Zabrze – Gliwice
- Bytom – Szombierki – Bobrek – Rudzka Kuźnica – Bozywerek – Biskupice – Zabrze
- Bytom – Szombierki – Godula – Chebzie – Nowy Bytom – Wirek – Świętochłowice – Chorzów
- Rudzka Kuźnica – Ruda – Ruda Południowa

#### 1936
- Linia 13 Nowa Wieś (dziś: Wirek) – Chorzów)
- Linia 14 Nowa Wieś (dziś: Wirek) – Katowice[10]

#### 1949
- Linia 4 Wójtowa Wieś – Gliwice – Zabrze – Chebzie – Chorzów
- Linia 9 Bytom – Chebzie – Wirek – Chorzów
- Linia 11 Bytom – Chorzów – Wirek – Katowice II[11]

#### 1976
- Linia 9 Bytom – Ruda Śląska (Godula – Chebzie – Osiedle Kaufhaus – Nowy Bytom – Wirek – Bykowina) – Świętochłowice – Chorzów – Katowice
- Linia 11 Zabrze – Ruda Śląska (Ruda Południowa – Chebzie) – Świętochłowice – Chorzów – Katowice
- Linia 18 Ruda Śląska (Ruda Południowa – Ruda – Rudzka Kuźnica) – Bytom[12]

#### Linie zlikwidowane po 1989
- Linia 18 (Chebzie Pętla - Ruda Południowa - Ruda Kościół - Bobrek Ratusz - Szombierki Kościół - Bytom Plac Sikorskiego)

### Obowiązujące
Według stanu na 26 września 2024 przez obszar Rudy Śląskiej przebiegały 3 linie:
| Linia | Schemat | Przystanek początkowy                                                                                 | Przystanek końcowy                                     | Liczba przystanków                                              | Miasta                                                                                                  | Zajezdnia         | % kursów niskopodłogowych |        |
| ----- | ------- | --- | ------------------------------------------------------ | --------------------------------------------------------------- | --- | ----------------- | ------------------------- | ------ |
| 1     |         | Gliwice Zajezdnia                                                                                     | Chebzie Pętla                                          | 22 lub 23 (w zależności od kierunku jazdy)                      | Gliwice, Zabrze, Ruda Śląska                                                                            | Gliwice           | 46%                       | [ 13 ] |
| 9     |         | Bytom Plac Sikorskiego (kursy wyjazdowe odbywają się z zajezdni w Gliwicach lub z zajezdni w Bytomiu) | Chorzów Stadion Śląski (część kursów do Chorzów Rynek) | 32 lub 37 (w zależności od wariantu trasy; bez tras zjazdowych) | Bytom, Ruda Śląska, Świętochłowice, Chorzów (kursy wyjazdowe i zjazdowe również przez Gliwice i Zabrze) | Gliwice, Bytom    | b/d                       | [ 15 ] |
| 11    |         | Chebzie Pętla                                                                                         | Katowice Plac Miarki                                   | 28                                                              | Ruda Śląska, Świętochłowice, Chorzów, Katowice                                                          | Katowice, Gliwice | b/d                       | [ 16 ] |
| 17    |         | Chorzów Rynek                                                                                         | Chebzie Pętla                                          | 25                                                              | Chorzów, Świętochłowice, Ruda Śląska                                                                    | Bytom, Gliwice    | b/d                       | [ 17 ] |